# Військовий форштадт
Військовий форшта́дт (інша назва «Воє́нка») — старе передмістя Херсона, що виникло одночасно з містом. Форштадт розташовувався на схід від фортеці і був призначений для розселення відставних військових, розміщення військових полків і будівельних команд.

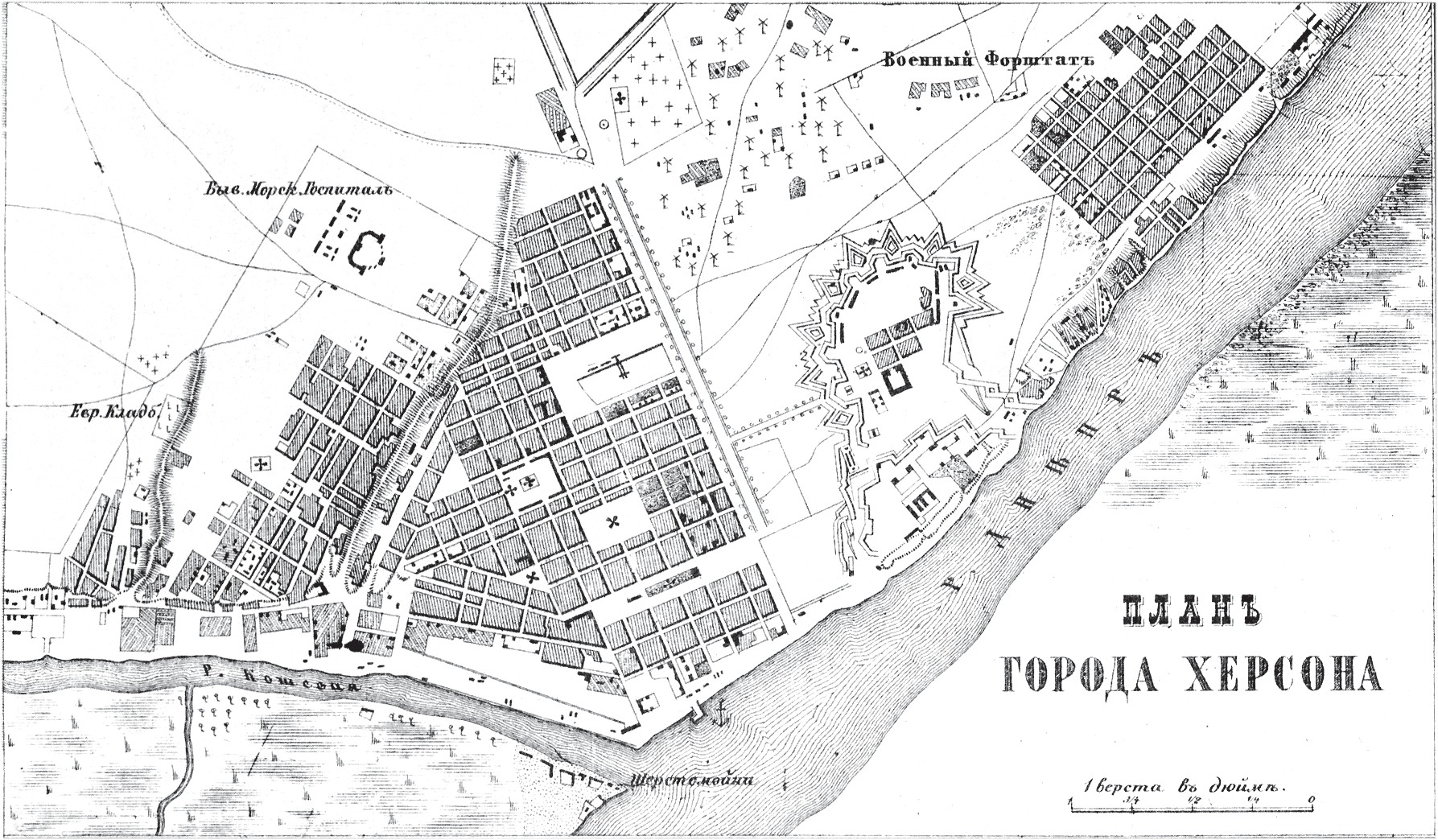
Військовий форштадт на плані Херсона 1876 року (розташований вище від фортеці вздовж течії Дніпра)

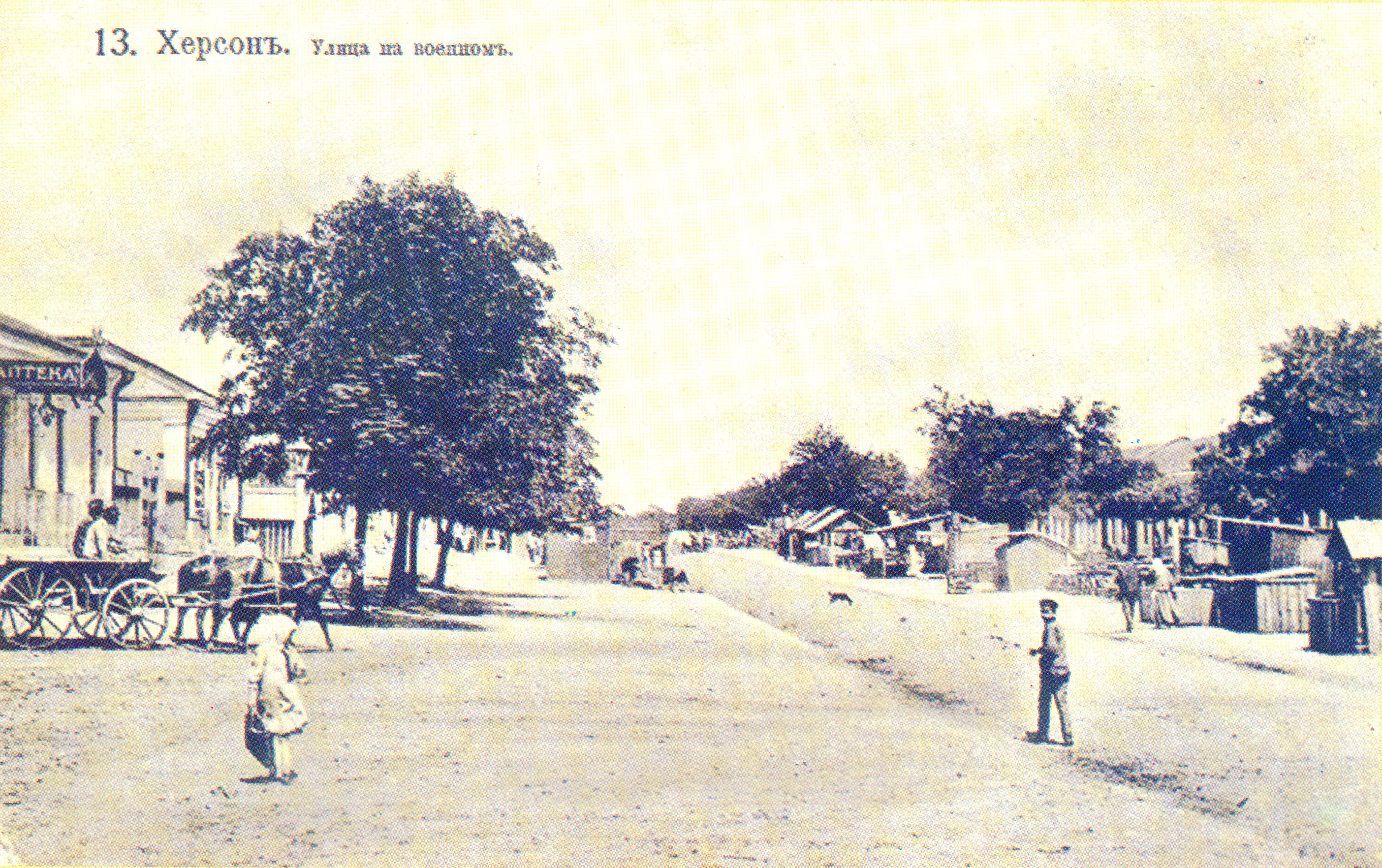
Вулиця на Військовому форштадті, 1908 р. (теперішня вул. Перекопська)

Старі квартали Військового форштадту, побудовані в кінці XVIII століття, мали такі ж параметри, як і в центрі міста: 100 на 100 м., що свідчить про єдиний містобудівний задум. Сучасні межі Військового форштадту: парк Слави, парк Херсонська Фортеця і вулиці Університетська і Чорноморська.
Зі спогадів члена російської академії наук, Сумаркова П. І., який відвідав Херсон у 1799 р., тогочасний Військовий форштадт займав територію у 5 верст (приблизно 5,3 км) та нараховував близько тисячі будинків.
Вулиці на Військовому форштадті були чимось схожі одна на одну — усі вони круто сходили вниз до Дніпра. Будиночки були в основному покриті очеретом, привезеним на човнах з плавнів на лівому березі Дніпра. Проте були й криті залізом, а іноді — черепицею. Стіни будинків також часто робилися з очерету і дощок, обмазаних глиною, або з калипу — цеглин власного приготування з глини з соломою.
Також були будинки, складені з бутового або пиляного каменя.
Дерев'яні огорожі обмежували володіння рибалок, дрібних торговців, ремісників. Біля будинків були укопані в землю дерев'яні лавки або лежали колоди. На них увечері сиділи жінки і молоді люди, лускали насіння, грали в карти і ділилися міськими новинами. Часто поряд на огорожах висіли сітки і рибаки ремонтували порвані ділянки, в'язали нові сітки, обговорюючи вдалий або невдалий рибний лов.
Вулиці були засипані шаром золи з печей і дрібними камінням, аби дощові потоки їх не розмивали. Вікна будинків мали красиві дерев'яні віконниці, які закривалися на ніч і загвинчувалися зсередини.
Тут ще не було електрики і будинки освітлювали свічками або гасовими лампами.
Двори були засаджені фруктовими деревами, а на вулицях росли акації і клени; звідусіль було видно Дніпро і плавні.

## Походження назви

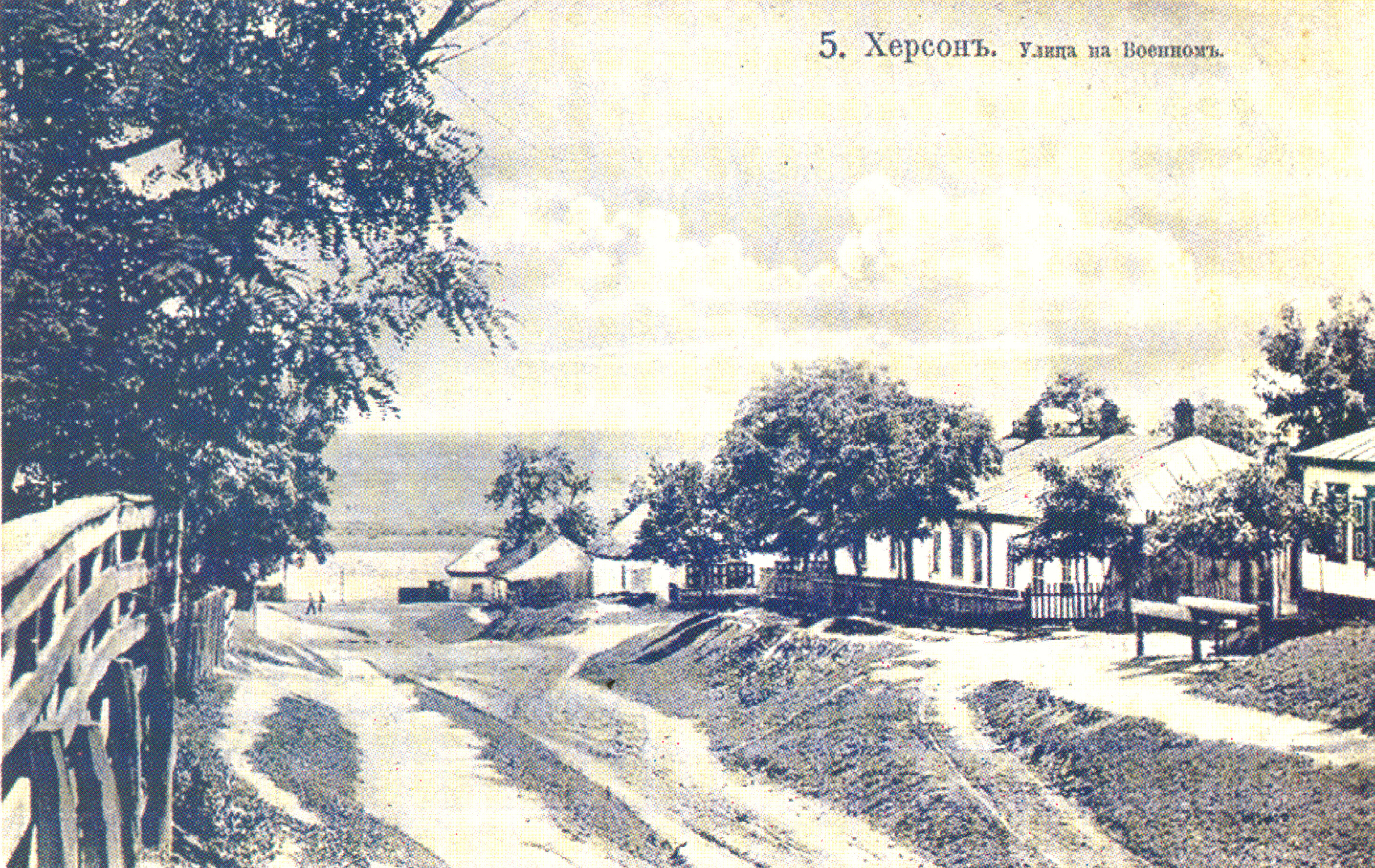
Вулиця на Військовому форштадті, 1908 р.

За однією з версій, коли князь Потьомкін заклав перший камінь міста-фортеці, він привіз із собою військових-росіян. І щоб закріпити їх на нових землях, видав наказ:

|  | Наказую кожному солдатові видати по гривенику золотому. За цю монету царську може він обрати собі жінку будь-яку — за дружину свою. Розплатитися з батьками її та будувати будинок на березі Дніпра, і жити з нею! |

Судячи з масштабів освоєної території, солдати сумлінно виконали наказ свого командира. Відтоді й зветься район цей «Воєнкою».

## Історія
Згідно з архівними відомостями, в 1897 році на території Військового форштадту була відкрита перша в Херсоні амбулаторія, яка розміщувалася у флігелі по вулиці Церковній (Старостіна), 14. Пацієнтів обслуговували один лікар і фельдшер. У 1907 році амбулаторія була розширена, вона стала займати половину приватного будинку по пров. Огородному. Першими медпрацівниками були лікарі Грінберг, Пушкарьова і фельдшер Бомба. Крім надання медичної допомоги населенню, вони здійснювали санітарний нагляд.
У 1855 році на Військовому форштадті дідом Б.Вадона був збудований чавуноливарний завод.
Наприкінці XIX ст. на Військовому форштадті був заснований аматорський театр, який згодом перетворився на професійний. Спочатку його очолював Гринберг Ф.Ф., а пізніше - Бородін І.
 У березні 1907 року газета “Рідний край” писала:
|  | … хто слідкує за роботою театру Військового форштадту, виніс незабутнє враження як від вибору п’єс, так і від гри виконавців |

В 1917 року з колишнього театру Військового форштадту сформувався Український національний театр, що розпочав свою діяльність у Народному домі (Міській аудиторії) Херсона під керівництвом режисера Шумського Ю. та антрепренера Ковальова А.
У період Перших визвольних змагань на території фортадту діяло 2 дитячих садочки, один з яких було відкрито при Суворовській школі. Навчання в садках проводилося за системами Фребеля та Монтессорі. Також у цей час херсонською “Просвітою” було відкрито 2 українських початкових школи.

### Ринок на вулиці Базарній

Ринок на Військовому форштадті, 1902 рік

Базар на Військовому форштадті з'явився ще у XVIII ст. Ринок займав незамощену площу на вулицях Базарній (Перекопській) та Хороводній (Суботи) та був вкрай необлаштований. У 1891 році жителі Військового форштадту подали прохання до міської Думи та начальника губернії про перенесення існуючого базару на так звану Ново-Базарну площу (місце нинішнього Херсонського державного університету). На початку ХХ ст. там збудували лавки, але базар не прижився, й торгівля здійснювалася переважно на старому місці.

Військовий ринок розташовувався по обидва боки дороги вздовж вул. Базарної, де стояли кам'яні й дерев'яні лавки та продавали м'ясо, птицю, зелень, молоко та інші товари. Ринок перестав існувати після 1945 року, у зв'язку з реалізацією нового генерального плану Херсона.

### Політехнічний інститут

Політехнічний інститут, початок ХХ ст.

У 1912 році Міська управа Херсона ухвалила рішення заснування нового центрального 6-ти комплектного училища та його будівництва в межах "скасованої фортеці між валами та тюрмою". Через рік мова йшла вже про 8-ми комплектне училище. Був укладений кошторис на 95 тис. рублів та виділено 65 тис. на перший рік будівництва. Будівлю було споруджено, ймовірно, в 1914-1915 р., але не в межах фортеці, а в районі, що мав назву Щемилівка.

Сучасний вигляд будівлі колишнього Політехнічного інституту, 2011 р.

Будівля є незвичною в архітектурному рішенні. Її стиль можна визначити як національний неоромантизм. За основу було взято образ російського терема. Неоросійський фасад, що виходив на вул. Базарну, приховував прямокутний двоповерховий навчальний корпус. В огорожі училища розташовувалися майстерні й котельня.
Перша світова війна, а згодом і революція, порушили природний хід подій. В умовах постійної зміни влади та гострої економічної кризи виникла ідея об'єднання навчальних баз провідних училищ міста в один навчальний заклад широкого профілю.
21 червня 1918 року був сформований оргкомітет зі створення Політехнічного інституту, і вже 19 липня інститут було відкрито в будівлі центрального училища. Урочисті збори з цього приводу відбулися 3 листопада 1918 року в Міській аудиторії, проте загострена політична ситуація не дозволила проводити заняття. Лише наступного року, 25 червня почалися заняття на сільськогосподарському факультеті, а 10 липня 1919 р. розпочався прийом заяв на три нових факультети: механічний, технологічний та інженерно-будівельний.
За короткий час було підготовлено підручники й наукові праці, але в тому ж 1919 р. через громадянську війну та економічну кризу інститут довелося закрити. Згодом його факультети були реорганізовані в самостійні навчальні заклади, а в головному корпусі у 1928 р. відкрито кондитерську фабрику ім. Войкова П.Л.
У теперішній час в будівлях колишнього інституту розташовано акціонерне товариство закритого типу (АТЗТ) “Херсонська кондитерська фабрика” (вул. Перекопська, 12).

### Синагога на Військовому форштадті
Синагога на Військовому форштадті знаходилася по вулиці Базарній (нині — вул. Перекопська, 66). Відвідуваність на початку XX століття становила 250 осіб.
Згідно з актом № 20 від 8.05.1922 р. у Військовій синагозі вилучено цінностей: корона (3 фунти 76 злотників); 2 прикраси Тори (2 фунти 46 злотників); 2 прикраси Тори (78 злотників); 4 свічники (4 фунти 78 злотників). Були залишені в тимчасове користування: указка (17 злотників) і прикраса Тори (88 злотників). Всього до 23.05.1922 року в синагоги Військового форштадта було вилучено цінностей на суму 13 фунтів 82 золотники (5 кг 673 грами).
У теперішній час на місці синагоги знаходиться одноповерховий будинок, який займає комерційна фірма.

### Чавуноливарний завод Вадонів
У 1853 р. підприємці брати Вадони будують на березі Дніпра механічну майстерню, а в 1855 починає свою діяльність чавуноливарний завод Вадонів, який розміщувався на північ від майстерні. Завод складався з ливарного цеху, котельної, інших виробничих та господарських споруд. З того часу вулиця, де розташовувався завод, отримала назву Ливарної. В період Кримської війни (1853-1856 рр.) завод братів Вадонов виконав військове замовлення на кування 60 лафетів до гармат Очаківської фортеці.
Від колишнього заводу Вадонів збереглася кузня середини XIX ст., одноповерховий виробничий корпус та частина стіни заводу (вул. Ливарна, 18).

## Сучасність
У теперішній час, як і від самого заснування місцевості, більшість території Військового форштадту займає приватна забудова. Через територію Воєнки проходить одна з головних транспортних магістралей міста - вул. Перекопська. Вулицею Перекопською проходить маршрут тролейбусів №1 та №3, а також маршрутні таксі №№ 30, 34, 48 та 50.
В межах Військового форштадту розташовані будівлі Обласної бібліотеки ім. Олеся Гончара, 

### Вулиці Військового форштадту
| Назва                 | Колишні назви                            | Примітки |
| --------------------- | ---------------------------------------- | -------- |
| Авіаторний провулок   | 1-й Солдатський провулок                 |          |
| Артилерійська         |                                          |          |
| Богдана Хмельницького | 1-ша Солдатська - Будьоного              |          |
| Героїв Крут           | Дніпропетровська                         |          |
| Кременчуцька          |                                          |          |
| Ладичука              |                                          |          |
| Ливарна               | Церковна                                 |          |
| Маріупольська         | Волгоградська                            |          |
| Матроська             |                                          |          |
| Медова                | Суха - Городна - 2-га Городна - Тарана   |          |
| Миколи Садовського    | Сакко і Ванцетті                         |          |
| Офіцерська            | Офіцерська - Шмідта                      |          |
| Перекопська           | Пестелевський бульвар - Базарна          |          |
| Сиваська              |                                          |          |
| Суботи                |                                          |          |
| Тягинська             | Тягінська - Тінгінська - Дем'яна Бєдного |          |
| Церковна              | Фортечна - Церковна - Старостіна         |          |